# Walter Graziano
Walter Gustavo Graziano (Buenos Aires, 5 de marzo de 1960) es un economista, periodista de investigación y escritor argentino. Su popularidad en el periodismo de investigación fue cimentada por el éxito de sus dos bestsellers de investigación histórico-contemporánea: Hitler ganó la guerra (2004), y Nadie vio Matrix (2007).

## Biografía
Se graduó de Licenciado en Economía en la Universidad de Buenos Aires, donde a su vez realizó el Doctorado en Ciencias Económicas. Efectuó sus estudios de posgrado en Nápoles y en Washington D. C., becado por la Cancillería Italiana para estudiar una Maestría en Desarrollo Económico en el ISVE y por el Fondo Monetario Internacional para estudiar un posgrado en la sede central de ese organismo en "Análisis Económico y Política Financiera", curso que  brinda a los escasos becarios seleccionados conjuntamente por cada Banco Central y el FMI un herramental específico muy particular para predecir el comportamiento de variables económicas y financieras., ensamblando los sectores monetario, fiscal y externo.
Ello le facilitó ser titular de cátedra de "Dinero, Crédito y Bancos" y profesor asociado de "Macroeconomía" en la Universidad de Belgrano.

### Economista
Hasta 1988 fue funcionario técnico del Banco Central de su país en las áreas de "Acuerdos y Organismos Internacionales", "Financiamiento Externo" y en el crucial y neurálgico sector de "Programación Monetaria".
En 1997, organizó y cofinanció la visita de Paul Krugman a Buenos Aires. Graziano había sido coautor del Plan de Convertibilidad a través de sus contribuciones en los medios. Había ayudado de manera determinante a idear su mecanismo lógico interno desde dos años antes de la puesta en marcha del plan en 1991. Sin embargo, a mediados de la década percibió que la extrema rigidización que el gobierno hacía de ese plan lo tornaría inviable y fuente de una posible grave crisis económica y financiera. Graziano se contactó entonces con el futuro premio Nobel Paul Krugman , quien desde EEUU efectuaba similares críticas a la Convertibilidad argentina para que disertara en foros empresarios, académicos y periodísticos del país. El debate, si bien fructífero, no alteró las posturas del gobierno que continuó con la misma rigidez en su política económica, lo que a la postre derivó en la gravísima crisis financiera de diciembre de 2001 que acabó con la Convertibilidad también predicha por Graziano desde años antes.  
Graziano se dedica a la consultoría económica y financiera desde hace décadas destacándose con sus acertados pronósticos, sin errores, acerca del surgimiento de las dos hiperinflaciones del país en 1989 y 1990, la aplicación de la convertibilidad y la larga estabilidad y crecimiento que provocaría, su crisis terminal, el posterior nuevo despegue económico del país y también el posterior duro futuro económico que sobrevendría. Ello le permitió asesorar a varios de los más importantes grupos empresarios argentinos, tanto industriales, agropecuarios, de servicios reales como de bancos y financieros.

### Periodismo
Realizó un programa de televisión que duró siete años, al que asistieron muchos de los principales economistas y empresarios del país y todos los presidentes y principales políticos desde el retorno de la democracia   
Escribió cientos de artículos en los principales diarios de Argentina: La Nación, Ámbito Financiero, El Cronista y Clarín al igual que en la revista Noticias, en los que analizó y predijo planes, informaciones y sucesos económicos y financieros tanto argentinos como internacionales.

## Obra
Ha escrito seis obras (cinco ensayos y una novela histórica) que han sido publicados en español, inglés, italiano y portugués en Argentina, Estados Unidos, Europa y Brasil por varias de las más importantes editoriales, entre ellas Random House Mondadori y Planeta. Tres tratan acerca de la economía y la política argentina y las restantes tres acerca de procesos históricos y económicos internacionales. Sus obras suelen caracterizarse por puntos de vista originales muchas veces controversiales.
Sus obras publicadas son: 
- Historia de dos hiperinflaciones. 1990.

- Las siete plagas de la Argentina. 2001.

- Hitler ganó la guerra. 2004: Es una profunda crítica a las políticas del gobierno de George W. Bush que revela sorprendentes detalles de las asociaciones del mismo con secretos círculos de poder, algunos de los cuales se remontan incluso a la cruel dictadura nazi de Hitler. Vendió más de 100.000 ejemplares.

- Nadie vio Matrix. 2007. Cuestiona muchos de los sucesos históricos modernos más importantes, dándole otra óptica. Es una profundización impactante de su obra anterior.

- La verdad oculta de Argentina. 2014. Indica algunos de los problemas económicos argentinos actuales más espinosos y complicados.

- Código Enigma. 2015. Su primera novela, a la que considera su "Magnus Opus". Un thriller en el cual no se soslayan componentes de suspenso y románticos en un foco central de sociedades secretas, muchas desconocidas casi por entero, revelando una sorprendente trama histórica con detalles antes jamás contados.

## Premios
En 1997, recibió el Premio Konex - Diploma al Mérito en el rubro de Análisis Económico.